# JACC: Cardiovascular Imaging
JACC: Cardiovascular Imaging (skrót: JACC Cardiovasc Imaging) – amerykańskie naukowe czasopismo kardiologiczne o zasięgu międzynarodowym, wydawane od 2008. Specjalizuje się w publikowaniu prac dotyczących obrazowania sercowo-naczyniowego. Oficjalny organ American College of Cardiology.
Czasopismo należy do rodziny periodyków wydawanych przez American College of Cardiology, gdzie głównym tytułem jest „Journal of the American College of Cardiology” a tytułami specjalistycznymi są: „JACC: Basic to Translational Science”, „JACC: Cardiovascular Interventions”, „JACC: Clinical Electrophysiology” oraz właśnie „JACC: Cardiovascular Imaging”. Kwestie wydawniczo-techniczne tytułu leżą w gestii koncernu wydawniczego Elsevier.
Tematyka publikacji ukazujących się w tym czasopiśmie obejmuje wszystkie aspekty obrazowania sercowo-naczyniowego. Publikowane są oryginalne badania kliniczne dotyczące nieinwazyjnych i inwazyjnych technik obrazowania, w tym m.in.: echokardiografii, tomografii komputerowej, rezonansu magnetycznego serca (CMR – cardiac magnetic resonance), obrazowania optycznego i angiografii. Ukazują się także prace z zakresu badań podstawowych oraz obrazowania molekularnego, które prawdopodobnie będą miały znaczący wpływ na praktykę kliniczną w niedalekiej przyszłości (w zakresie skuteczności diagnostycznej, zrozumienia anatomicznych podstaw choroby i terapii). Ponadto publikowane są także treści dla praktykujących kardiologów oraz recenzje.
Od chwili uruchomienia czasopisma redaktorem naczelnym (ang. editor-in-chief) był Jagat Narula – kardiolog związany z nowojorskim Mount Sinai Hospital. Od lipca 2017 roku redaktorem naczelnym jest Y. S. Chandrashekhar – profesor medycyny związany z University of Minnesota.
Pismo ma współczynnik wpływu impact factor (IF) wynoszący 10,247 (2017) oraz wskaźnik Hirscha równy 91 (2017). W międzynarodowym rankingu SCImago Journal Rank (SJR) mierzącym wpływ, znaczenie i prestiż poszczególnych czasopism naukowych „JACC: Cardiovascular Imaging” zostało w 2017 sklasyfikowane na 1. miejscu wśród czasopism z dziedziny radiologii, medycyny nuklearnej i obrazowania oraz na 10. miejscu wśród czasopism z dziedziny kardiologii i medycyny sercowo-naczyniowej. W polskich wykazach czasopism punktowanych przez Ministerstwo Nauki i Szkolnictwa Wyższego publikacja w tym czasopiśmie otrzymywała w latach 2013–2016 po 45 lub 50 punktów.
Artykuły ukazujące się w tym tytule są indeksowane w PubMed, Medline, Abridged Index Medicus, Index Medicus, Science Citation Index, EMBASE/Excerpta Medica, Elsevier BIOBASE/Current Awareness in Biological Sciences, BIOSIS oraz w Scopusie.